# Карвальял-Бенфейту
Карвальял-Бенфейту (порт. Carvalhal Benfeito)  —  район (фрегезия) в Португалии,  входит в округ Лейрия. Является составной частью муниципалитета  Калдаш-да-Раинья. По старому административному делению входил в провинцию Эштремадура. Входит в экономико-статистический  субрегион Оэште, который входит в Центральный регион. Население составляет 1339 человек на 2001 год. Занимает площадь 14,08 км².